# Christian Malanga
Pour les articles homonymes, voir Malanga.
Christian Malanga, né le 2 janvier 1983 à Kinshasa (Zaïre) et mort le 19 mai 2024 dans la même ville, est un homme d'affaires, militaire et homme politique américano-kino-congolais, opposant au régime du président Félix Tshisekedi.  
Il est à la tête de la tentative de coup d'État de 2024 en république démocratique du Congo. Il meurt le 19 mai 2024 au cours de cette tentative. 

## Biographie

### Enfance, éducation et débuts
Christian Malanga naît le 2 janvier 1983 à Kinshasa,. 

### Carrière
Il sert en tant qu'officier militaire congolais de 2006 à 2010. Christian Malanga est aussi un homme d'affaires.
Après avoir quitté son poste d'officier, il réside aux États-Unis avec toute sa famille. Il est président du Parti congolais uni (PCU), un parti politique national qu'il forme après ses expériences lors des élections parlementaires de 2011. En 2013, il est nommé premier ambassadeur de la Table ronde internationale sur la liberté religieuse. Le 17 mai 2017, le Nouveau Zaïre naît officiellement lorsque le président Malanga proclame un gouvernement en exil à Bruxelles.
Chef de parti et réputé opposant au régime du président Félix Tshisekedi,,, Christian Malanga est actif au cours de la campagne pour l'élection présidentielle de 2016 en RDC. 

### Tentative de coup d'État de 2024 en république démocratique du Congo
Le 19 mai 2024, il est à la tête d'un commando qui tente de prendre le pouvoir à Kinshasa. Il meurt lors de cette tentative, abattu par la Garde républicaine après avoir réussi à entrer dans le palais de la Nation. 